# WCT Spring Finals
Il WCT Spring Finals è stato un torneo di tennis facente parte del World Championship Tennis giocato nel 1982 (dal 27 aprile al 2 maggio) e nel 1983 a Hilton Head negli Stati Uniti su campi in terra rossa.

## Albo d'oro

### Singolare
| Anno | Vincitore    | Finalista       | Punteggio     |
| ---- | ------------ | --------------- | ------------- |
| 1982 | Van Winitsky | Chris Lewis     | 6–4, 6–4      |
| 1983 | Ivan Lendl   | Guillermo Vilas | 6–2, 6–1, 6–0 |

### Doppio
| Anno | Vincitori                  | Finalisti                 | Punteggio |
| ---- | -------------------------- | ------------------------- | --------- |
| 1982 | Mark Edmondson Rod Frawley | Alan Waldman Van Winitsky | 6–1, 7–5  |
| 1983 | Non disputato              |                           |           |